# Xenoctenidae
Xenoctenidae zijn een familie van spinnen. De familie telt 4 beschreven geslachten.

## Geslachten
- Incasoctenus Mello-Leitão, 1942
- Odo Keyserling, 1887
- Paravulsor Mello-Leitão, 1922
- Xenoctenus Mello-Leitão, 1938